# Sanda socken

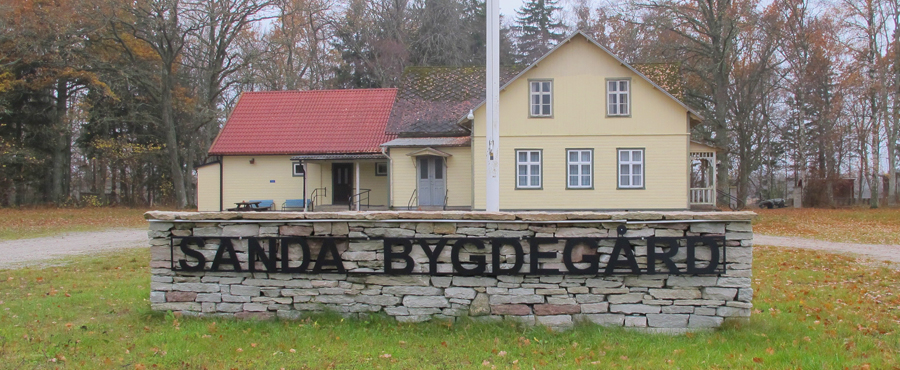
Sanda Bygdegård

Sanda socken ingick i Gotlands södra härad, ingår sedan 1971 i Gotlands kommun och motsvarar från 2016 Sanda distrikt.
Socknens areal är 40,75 kvadratkilometer, varav 40,70 land. År 2020 fanns här 707 invånare. Kyrkbyn Sanda med sockenkyrkan Sanda kyrka ligger i socknen. 

## Administrativ historik
Sanda socken har medeltida ursprung. Socknen tillhörde Banda ting som i sin tur ingick i Hejde setting i Medeltredingen.
Vid kommunreformen 1862 övergick socknens ansvar för de kyrkliga frågorna till Sanda församling och för de borgerliga frågorna bildades Sanda landskommun. Landskommunen inkorporerades 1952 i Klintehamns landskommun och ingår sedan 1971 i Gotlands kommun. Församlingen uppgick 2012 i Sanda, Västergarn och Mästerby församling.
1 januari 2016 inrättades distriktet Sanda, med samma omfattning som församlingen hade 1999/2000.  
Socknen har tillhört samma fögderier och domsagor som Gotlands södra härad. De indelta båtsmännen tillhörde Gotlands andra båtsmanskompani.

## Geografi
Sanda socken ligger på Gotlands västkust, ca 6,3km norr om Klintehamn. Socknen består av odlingsmark inne i landet och barrskog vid kusten.
Vid Gunilde finns ett medeltida ringkors av kalksten, 2,23 m högt, 0,8 m brett vid basen och 0,15 m tjockt. Tvärbalken är 1,16 m lång och 0,32 m bred. På båda sidorna finns tre mönstrade cirklar. I mitten ett sexuddat geometriskt mönster. 

### Gårdsnamn
Alands, Anderse, Bjästavs, Boterarve, Botvide, Bäckstäde, Ganne, Gervalds, Gunilde, Hemmungs, Juves, Lekarve, Norrgårde, Nystugu, Petarve, Prästgården, Runne, Sandgårde, Sandäskes, Smiss, Stenhuse, Tipps, Varbos Lilla, Varbos Stora, Vives, Västerby, Äskes, Eskes, Övide.

## Fornlämningar
Från bronsåldern finns gravrösen och några skeppssättningar och från järnåldern finns 20 gravfält, stensträngar, en fornborg, sliprännestenar och ett par bildstenar. Fyra runristningar är kända och ett stenkors, , Husgrund från medeltida stenhus och en  medeltida borgruin finns vid Vivelsholm.

## Namnet
Namnet (1304 Sandum) innehåller plural av sand syftande på sandig jordmån. Namnet har troligen övertagits från en gård.

## Befolkningsutveckling
| Befolkningsutvecklingen i Sanda socken 1780–2020 | Befolkningsutvecklingen i Sanda socken 1780–2020 | Befolkningsutvecklingen i Sanda socken 1780–2020 | Befolkningsutvecklingen i Sanda socken 1780–2020 | Befolkningsutvecklingen i Sanda socken 1780–2020 |
| --- | ------------------------------------------------ | ------------------------------------------------ | ------------------------------------------------ | ------------------------------------------------ |
| |                                                  |                                                  |                                                  |                                                  |
| År |                                                  |                                                  | Folkmängd                                        |                                                  |
| 1780 | 1780                                             |                                                  | 481                                              |                                                  |
| 1790 | 1790                                             |                                                  | 496                                              |                                                  |
| 1800 | 1800                                             |                                                  | 568                                              |                                                  |
| 1810 | 1810                                             |                                                  | 574                                              |                                                  |
| 1820 | 1820                                             |                                                  | 662                                              |                                                  |
| 1830 | 1830                                             |                                                  | 710                                              |                                                  |
| 1840 | 1840                                             |                                                  | 754                                              |                                                  |
| 1850 | 1850                                             |                                                  | 795                                              |                                                  |
| 1860 | 1860                                             |                                                  | 852                                              |                                                  |
| 1870 | 1870                                             |                                                  | 897                                              |                                                  |
| 1880 | 1880                                             |                                                  | 944                                              |                                                  |
| 1890 | 1890                                             |                                                  | 828                                              |                                                  |
| 1900 | 1900                                             |                                                  | 815                                              |                                                  |
| 1910 | 1910                                             |                                                  | 817                                              |                                                  |
| 1920 | 1920                                             |                                                  | 869                                              |                                                  |
| 1930 | 1930                                             |                                                  | 864                                              |                                                  |
| 1940 | 1940                                             |                                                  | 824                                              |                                                  |
| 1950 | 1950                                             |                                                  | 762                                              |                                                  |
| 1960 | 1960                                             |                                                  | 682                                              |                                                  |
| 1970 | 1970                                             |                                                  | 547                                              |                                                  |
| 1980 | 1980                                             |                                                  | 628                                              |                                                  |
| 1990 | 1990                                             |                                                  | 647                                              |                                                  |
| 2000 | 2000                                             |                                                  | 597                                              |                                                  |
| 2010 | 2010                                             |                                                  | 667                                              |                                                  |
| 2020 | 2020                                             |                                                  | 707                                              |                                                  |
| Anm: Källor: Umeå universitet - Tabellverket 1749-1859, Demografiska databasen, CEDAR, Umeå universitet, Befolkningsutvecklingen i Gotlands socknar 2000 - 2010, Befolkning per församling, Folkmängden per distrikt, landskap, landsdel eller riket efter kön. År 2015 - 2022. |                                                  |                                                  |                                                  |                                                  |

### Fotnoter
1. 1 2  Svensk Uppslagsbok andra upplagan 1947–1955: Sanda socken
2. ↑  ”Folkmängden per distrikt, landskap, landsdel eller riket efter kön. År 2015 - 2022”. Statistikdatabasen. Statistiska centralbyrån. http://www.statistikdatabasen.scb.se/pxweb/sv/ssd/START__BE__BE0101__BE0101A/FolkmangdDistrikt/. Läst 23 april 2023.
3. ↑  Harlén, Hans; Harlén Eivy (2003). Sverige från A till Ö: geografisk-historisk uppslagsbok. Stockholm: Kommentus. Libris 9337075. ISBN 91-7345-139-8
4. ↑  ”Församlingar”. Statistiska centralbyrån. https://www.scb.se/hitta-statistik/regional-statistik-och-kartor/regionala-indelningar/forsamlingar/. Läst 30 december 2022.
5. ↑  Administrativ historik för Sanda socken (Klicka på församlingsposten). Källa: Nationella arkivdatabasen, Riksarkivet.
6. ↑  Om Gotlands båtsmanskompani
7. 1 2  Sjögren, Otto (1931). Sverige geografisk beskrivning del 2 Östergötlands, Jönköpings, Kronobergs, Kalmar och Gotlands län. Stockholm: Wahlström & Widstrand. Libris 9939
8. 1 2 3  Nationalencyklopedin
9. ↑  Förteckning över slipskåror
10. ↑  Fornlämningar, Statens historiska museum: Sanda socken
11. ↑  Fornminnesregistret, Riksantikvarieämbetet: Sanda socken Fornminnen i socknen erhålls på kartan genom att skriva in sockennamn (utan "socken") i "Ange geografiskt område"
12. ↑  Mats Wahlberg, red (2003). Svenskt ortnamnslexikon. Uppsala: Institutet för språk och folkminnen. Libris 8998039. ISBN 91-7229-020-X. https://isof.diva-portal.org/smash/get/diva2:1175717/FULLTEXT02.pdf